# Wojciechowski Potok
Wojciechowski Potok – potok, prawy dopływ Filipczańskiego Potoku. 
Zlewnia potoku obejmuje dolinkę na zachodnich stokach Zgorzeliskowego Działu na Pogórzu Bukowińskim w miejscowości Małe Ciche w gminie Poronin. Potok wypływa na wysokości około 1030 m na zachodnich stokach Zadniego Wierchu (1062 m), uchodzi do Filipczańskiego Potoku na wysokości 863 m przy najdalej na południe (i najwyżej w dolinie Filipczańskiego Potoku) położonych zabudowaniach Małego Cichego. Deniwelacja potoku wynosi 163 m, średni spadek 13,6%.
Tylko niewielka część zlewni Wojciechowskiego Potoku to las, większą część stanowią tereny trawiaste obejmujące dwie duże polany: Zgorzelisko i  Zadnia Polana, oraz również trawiaste tereny zjazdowe Stacji Narciarskiej Małe Ciche. Potok ten zasila instalację naśnieżającą tej stacji.